# Eva Orner
Eva Orner é uma cineasta e produtora cinematográfica australiana. Como reconhecimento, venceu, no Oscar 2008, a categoria de Melhor Documentário em Longa-metragem por Taxi to the Dark Side.